# La Semaine des familles
La Semaine des familles est une revue française au format grand in-4º qui a paru à Paris de 1858 à 1896.

## Création
Paraissant tous les samedis, cette revue, vendue 10 centimes, a été créée par l’ancien député Alfred Nettement, qui la dirigeait et la rédigeait entièrement presque à lui seul, sous des pseudonymes variés, après que le coup d’État du 2 décembre a brisé son mandat et supprimé son précédent journal, l’Opinion publique, au mois de janvier 1852. Comme il recourait jusqu’à trois pseudonymes : « Félix-Henry », « Nathaniel » et « René », une même livraison pouvait souvent très bien comporter trois ou quatre articles du directeur sous trois ou quatre signatures différentes.
Journal littéraire, critique, industriel et commercial, et publié dans l’intérêt des classes ouvrières, industrielles et commerciales, d’orientation catholique, cette revue s’intéressait également aux questions économiques et alimentaires
Le premier numéro date du 2 octobre 1858,, et le dernier numéro du 28 mars 1896, date à laquelle il a été absorbé par la Revue Mame.
Zénaïde Fleuriot, qui y avait débuté en aout 1859 avec un court roman intitulé : Projets d’avenir, succédera, après sa mort, à Nettement, de 1874 à 1879, à la direction du journal, après avoir dirigé La Famille de 1869 à 1870.

## Liens
- Sites officiels : catalog.hathitrust.org/Record/008696644 et gallica.bnf.fr/ark:/12148/cb344730672/date
- Notices d'autorité :   - BnF (données)
- « Tirage complet en ligne », sur Gallica.